# تناغم العالم
تناغم العالم (باللاتينية: Harmonice Mundi) هو كتاب من تأليف يوهانس كبلر. يناقش كبلر في هذا العمل الذي كتبه بالكامل باللغة اللاتينية، التناغم والتطابق في الأشكال الهندسية والظواهر الفيزيائية. ويتعلق القسم الأخير من العمل باكتشافه لما يسمى بالقانون الثالث للحركة الكوكبية.
العنوان الكامل هو الكتب الخمسة لتناغم العالم (Harmonices mundi libri V)، والذي يُختَصَر عادةً ولكن بشكل غير نحوي إلى "Harmonices mundi".

## للاستزادة
- Johannes Kepler, The Harmony of the World. Tr. Charles Glenn Wallis. Chicago: Encyclopædia Britannica, 1952. (بالإنجليزية)
- "Johannes Kepler," in The New Grove Dictionary of Music and Musicians. Ed. Stanley Sadie. 20 vol. London, Macmillan Publishers, 1980. ISBN 1-56159-174-2. (بالإنجليزية)